# Wir für Euch (groupe)
Wir für Euch (littéralement : Nous pour vous) sont une association de policiers suisses opposés aux mesures liées à la pandémie de Covid-19.

## Actions
Ils ont averti qu'il pourraient refuser des ordres ou de porter plainte contre d'autres policiers et ont mandaté une expertise juridique pour affirmer que le passeport sanitaire Covid n'était pas proportionnel et ont rédigé une lettre ouverte dirigée à 150 représentants politiques. Le collectif a manifesté son soutien aux Freiheitstrychler.

## Histoire
Le mouvement naît après la première année de mesures sanitaires en 2021. Son porte-parole semble alors être un policier du canton de Saint-Gall. La première vidéo du collectif de policiers est d'ailleurs tournée autour du lac de Walenstadt, dans le canton de Saint-Gall, mais prétend rassembler des policiers de tous les cantons de Suisse. Dans cette vidéo de 30 secondes, plusieurs policiers anonymes appellent à la résistance contre les mesures sanitaires. Par la suite le responsable cantonal de la police confirme qu'il s'agit bien d'un policier saint-gallois. 2 fonctionnaires ont été licenciés dans le canton de Zurich. En novembre 2021, 3 responsables du collectifs se dévoilent et sortent de l'anonymat. En décembre 2021, leur site internet est attaqué et effacé.

## Soutiens
Parmi ses soutiens on compte la conseillère nationale de l'UDC et ancienne policière Andrea Geissbühler ainsi qu'un autre politicien de l'UDC, Valentin Landmann ou des Verts comme Simone Machado Rebmann ou encore le journaliste Alex Baur.

## Critiques
La fédération suisse des fonctionnaires de police, qui représente plus de 25'000 membres s'est distancée du collectif,. Selon leur employeur, les policiers s'exposent à des conflits de loyauté selon qu'ils soutiennent le collectif de manière active ou passive.

## Filmographie
- Daniel Künzi, Film COVID : Totalitarisme helvétique ?!, 2023, témoignage d'un ancien membre du groupement.